# Галас Кирило Йосипович
Галас Кирило Йосипович (4 квітня 1921, с. Іза, тепер Хустського району Закарпатської області — 5 серпня 1995, Ужгород) — український мовознавець, кандидат філологічних наук з 1961.

## Біографія
Навчався 1941–1944 на славістичному відділенні Будапештського університету, закінчив 1952 філологічний факультет Ужгородського університету.
Працював у школах Закарпаття (1944–1954), Ужгородському університеті (1957–1985; з 1963 — доцент кафедри української мови).

## Наукова діяльність
Автор праць «З топоніміки Закарпаття» (1958), «Топоніміка Закарпатської області (назви населених пунктів)» (1961), «Топонімія в „Гайдамаках“ Т. Г. Шевченка» (1964), «Українська топонімія Закарпаття в лінгвістичному аспекті» (1979), «Назва як мовна одиниця (на матеріалі української мови)» (1985), «Загадковий доктор Іван Гарайда» (1985).
Співавтор «Угорсько-українського словника» (1961).